# ナンシー・ウィルソン (ロックミュージシャン)
ナンシー・ウィルソン（Nancy Wilson、1954年3月16日 - ）は、アメリカのロック・ミュージシャン。
ギタリストであり、歌手、作曲家、プロデューサー、 そして映画音楽も手掛ける。
姉のアン・ウィルソンと共に、ロックバンド「ハート」（HEART）の中心メンバーである。
　

## 来歴
カリフォルニア州サンフランシスコ出身。
ミドルネームは「ラムルー」Nancy Lamoureaux Wilson。
1974年から姉が在籍するハートに合流。ギターを担当。
2022年1月28日 - 2月8日、ナンシー・ウィルソン（ギター）、ライアン・ウォーターズ（ギター）、ベン・スミス（ドラム）、アンディ・ストーラー（ベース）、ダン・ウォーカー（キーボード）、キンバリー・ニコル（ボーカル）というラインナップから成る新バンド『ナンシー・ウィルソンズ・ハート (Nancy Wilson’s Heart)』として、ラスヴェガスで開催された、ロックバンド『スティクス』の50周年記念公演に出演。
2023年1月5日、米ザ・レコーディング・アカデミーにより、姉のアン・ウィルソンと共にグラミー賞特別功労賞生涯業績賞の受賞が発表された。
映画音楽作品: 『バニラ・スカイ』、『エリザベスタウン』